# الصامتون (فريق مسرحي)
الصامتون هو فريق مسرحي جميع أعضائه من أطفال مصريين صم وبكم تحت سن 18 سنة، يقع مقر الفرقة بمدينة المحلة الكبرى. تأسست الفرقة في عام 2005 على يد الفنان رضا عبد العزيز الذي وجد بأن العروض المسرحية التي يقدمها الأطفال الصم والبكم بلغة الإشارة الخاصة بهم لا تحقق دمج الصم والبكم في المجتمعات العربية، إذ أن الجمهور العادي من الناس يصعب عليه فهم هذة اللغة. وبعد أن تعايش مع الأطفال الصم والبكم وتعرف على عالمهم الصامت ورأى معاناتهم حين تتعثر بهم السبل للتواصل مع أقرانهم العاديين، أراد أن يبتكر اتجاهاً فنياً جديداً يساهم بشكل كبير في دمج الصم والبكم في المجتمعات العربية، ويفتح به للصم آفاقا جديدة للتواصل تحقق تفعيل مشاركتهم في العالم العربي، وتم تدريب أعضاء الفرقة بما يعرف بالاتصال العظمي عن طريقه يتم إشعار الأصم بذبذبات الموسيقى.

## أثر أعمال الصامتون على الذوق العام
استطاع الصامتون أن يحققوا التوافق بين أدائهم الحركي وبين أنغام الموسيقى التي لا يسمعونها، وهذا ما دفع العديد من كبار النقاد ورواد هذا الفن إلى الانبهار بتجربة الصامتون واعتبروها حالة خاصة جداً على الساحة الفنية بالعالم لكون المخرج والمؤسس للفرقة ليس دارسا لهذا الفن ولا خريج كبرى معاهد البالية في العالم، لكنه اعتمد فقط على موهبته وخبرته كونه موسيقيا واستعراضيا سابقا، وعلى طموحه وحبه لهؤلاء الأطفال الصم وسعيه لتفعيل دمجهم وتواجدهم واتخذ من فن الأداء الحركي مدخلا لتحقيق ذلك وجعلهم يقتحمون المجتمع بالفن الهادف والراقي.
ولقد حققت الفرقة بتجربتها الجديدة نجاحات فاقت كل التوقعات ظهر ذلك بوضوح خلال مشاركة الفرقة في المهرجان الدولي السابع للرقص المسرحي الحديث (فن الأداء الحركي) بدار الأوبرا المصرية 2006 بمشاركة 4 دول أوربية، وهي فرنسا، إسبانيا، بلجيكا، إيطاليا، وسط انبهار وفود الدول الأوربية بأداء فرقة الصامتون وبوجود فرقة من هذا النوع بالعالم العربي، وأكدوا على أن الفرقة تعد تطورا لفن المسرح الحديث، إذ أنها تساهم بشكل كبير في خدمة الإنسانية وفتح آفاق جديدة لفئة الصم في العالم.
قدمت الفرقة العديد من العروض التجريبية منذ تأسيسها في عام 2005 ومن أنجح عروضها عرض «أجنحة صغيرة»، من فكرة وإخراج رضا عبد العزيز وموسيقى محمد عصمت وإعداد أيمن فاروق. شاركت به الفرقة في المهرجان السابع للرقص المسرحي الحديث 2006، ثم قدمت عرض «دموع الفرح» تصميم رضا عبد العزيز وموسيقى محمد هاشم بحضور السفير الأمريكي بالقاهرة ريتشارد دوني 2007، ثم قدمت عرض «نيران صديقة» تأليف وإخراج رضا عبد العزيز الحان وغناء محمد عصمت وإشعار نصر الدين ناجي باحتفالية منظمة الصحة العالمية باليوم العالمي لمكافحة التدخين بالمركز الثقافى الفرنسي 2008.

## وصلات خارجية
- مقالة حول فرقة الصامتون
- لمحة عن الفريق
- لمحة عن الفريق
- مقالة حول الفريق أثناء لقيام بعرض